# Чигрин з Суботівського шляху
Чигрин з Суботівського шляху — малюнок Шевченка з альбому 1845 року (аркуш 14), виконаний у квітні—жовтні 1845 року. Зліва внизу чорнилом напис рукою Шевченка: Чигринъ || з Суботовского шляху. Датується часом перебування Шевченка на Полтавщині та Київщині.
Малюнок опубліковано під невірною датою (1844 рік) в журналі «Киевская старина» та під назвою «Чигирин» з датою 1843 — 1846 роки у праці М. Калаушина «Т. Г. Шевченко в портретах и иллюстрациях».